# Насос Мушо

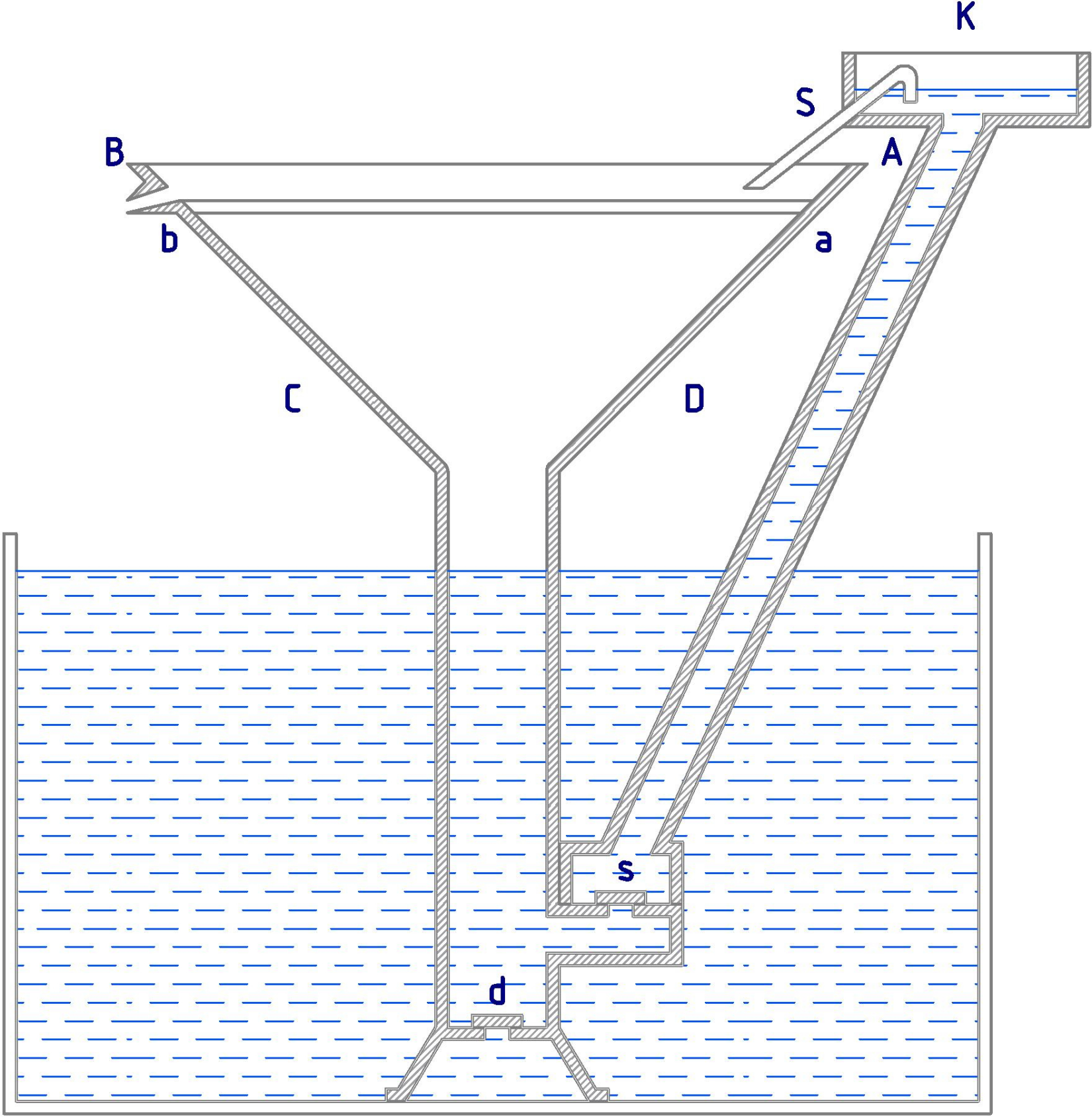
Схема солнечного насоса Мушо

Конструкцию данного насоса предложил французский изобретатель Огюст Мушо. Он представляет собой сосуд из листового железа ABCD, соединённый с трубкой, погруженной в воду. Плоскость ba сосуда нагревается солнцем, а вместе с ней и воздух в сосуде, что приводит к повышению давления внутри него. Когда давление в сосуде ABCD превысит давление в сосуде К, вода из сосуда ABCD начнет поступать в сосуд K через клапан s. Как только вода в сосуде K достигнет определённого уровня, она начнет выливаться через сифон S на поверхность нагрева ba, тем самым охлаждая её, а затем стечет через b. Охлаждение сосуда ABCD приведет к падению давления в нём, вследствие чего клапан d откроется и запустит новую порцию воды. В это время клапан s будет закрыт под напором воды в сосуде K. Далее цикл повторяется.